# 萧大临
蕭大临（527年—551年），字仁宣，梁簡文帝蕭綱第四子，母为左夫人。
大同二年（536年），封宁国县公，食邑一千五百户。蕭大临幼年敏慧。大同三年（537年），左夫人去世，大临哭泣毁瘠，以孝闻名。后到国学明经射策甲科读书，拜中书侍郎，后迁给事黄门侍郎。大同十一年（545年），出任轻车将军，琅邪、彭城二郡太守。
侯景之乱爆发后，改任使持节、宣惠将军，屯守新亭。不久征还，屯守端门，改任都督城南诸军事。太清二年（548年），侯景围攻建康。太清三年（549年），京城沦陷，梁武帝被困餓死，侯景立太子蕭綱为帝。六月壬辰（7月18日），进封南海郡王，食邑二千户（有國左常侍姚察）。七月，出任使持节、都督扬、南徐二州诸军事、安南将军、扬州刺史。后改任安东将军、吴郡太守。
大宝二年（551年）八月，侯景废蕭綱为晋安王，遣人前往吴郡杀死蕭大临，时年二十五岁。